# Zurdok
Zurdok é uma banda mexicana do género de rock originaria da cidade de Monterrey, Nuevo León, México. Foi formada no ano 1993 baixo o nome de  Zurdok Movimento (com frequência sendo erroneamente escrito como Movimiento), mudando este vários anos depois a simplesmente Zurdok. Foi parte da cena mexicana do rock no final da década dos   anos 1990 e a princípios da década dos anos 2000, e pioneira da Avanzada Regia.

## História
Jorge "Fletch" Sáenz e David Esquerdo em 1993 decidiram formar uma banda em 1993. Maurizio Terracina uniu-se-lhes como bajista, e ademais apresentou-lhes a Gerardo Garza (alias Chetes). O 15 de julho de 1993 reuniram-se pela primeira vez para tocar.
Em 1997 sai à venda o disco Antena. "Tropecei" foi o nome do primeiro singelo desprendido deste álbum, ao qual lhe seguiram canções como: "Se falas-me ao revés", "Gallito Inglês" e "Não importa".
O 16 de junho de 2000 estreou-se o filme Amores perros onde a banda contribuiu com a canção "Una vez más", a qual foi incluída na trilha corrente da mesma e foi lançada o 21 de novembro desse mesmo ano.

## Discografia
- 1997: "Antena"
- 1999: "Hombre Sintetizador"
- 2001: "Maquillaje"

## Referencias
1. 1 2  «'Maquillaje': El epítome y epitafio de Zurdok». IBERO 90.9 (em espanhol). 23 de outubro de 2021. Consultado em 18 de janeiro de 2025
2. ↑  OLMO, JORGE SANTAMARÍA Y. AZUL DEL (15 de junho de 2020). «Amores Perros, un soundtrack perrísimo». Excélsior (em espanhol). Consultado em 18 de janeiro de 2025